# 영남중학교 (서울)
영남중학교(永南中學校)는 대한민국 서울특별시 영등포구 대림동에 있는 공립 중학교이다.

## 학교 연혁
- 1980년 1월 24일 : 영남중학교 설립인가(17학급)
- 1980년 2월 1일 : 초대 박노학 교장 취임
- 1980년 3월 4일 : 제1회 입학식 거행. 남자 9학급, 여자 8학급(17학급 편성)
- 1980년 6월 15일 : 교사 이전(영림중학교에서 본교 신축교사로)
- 1982년 8월 4일 : 교사 증축 준공(본관 총 건평 1,357평, 별관 1,209평)
- 1983년 2월 16일 : 제1회 졸업식 거행. 남자 620명, 여자 549명
- 2021년 3월 1일 : 제20대 변영수 교장 취임
- 2023년 1월 6일 : 제41회 졸업식(남 94명, 여 73명 총 167명)
- 2023년 3월 2일 : 2023학년도 신입생 입학(129명)
- 2024년 3월 1일 : 제21대 이용균 교장 취임

## 참고 자료
- 영남중학교 - 한국교육학술정보원 학교알리미